# Regina, Saskatchewan
Regina este capitala provinciei Saskatchewan, din Canada.

## Vezi și

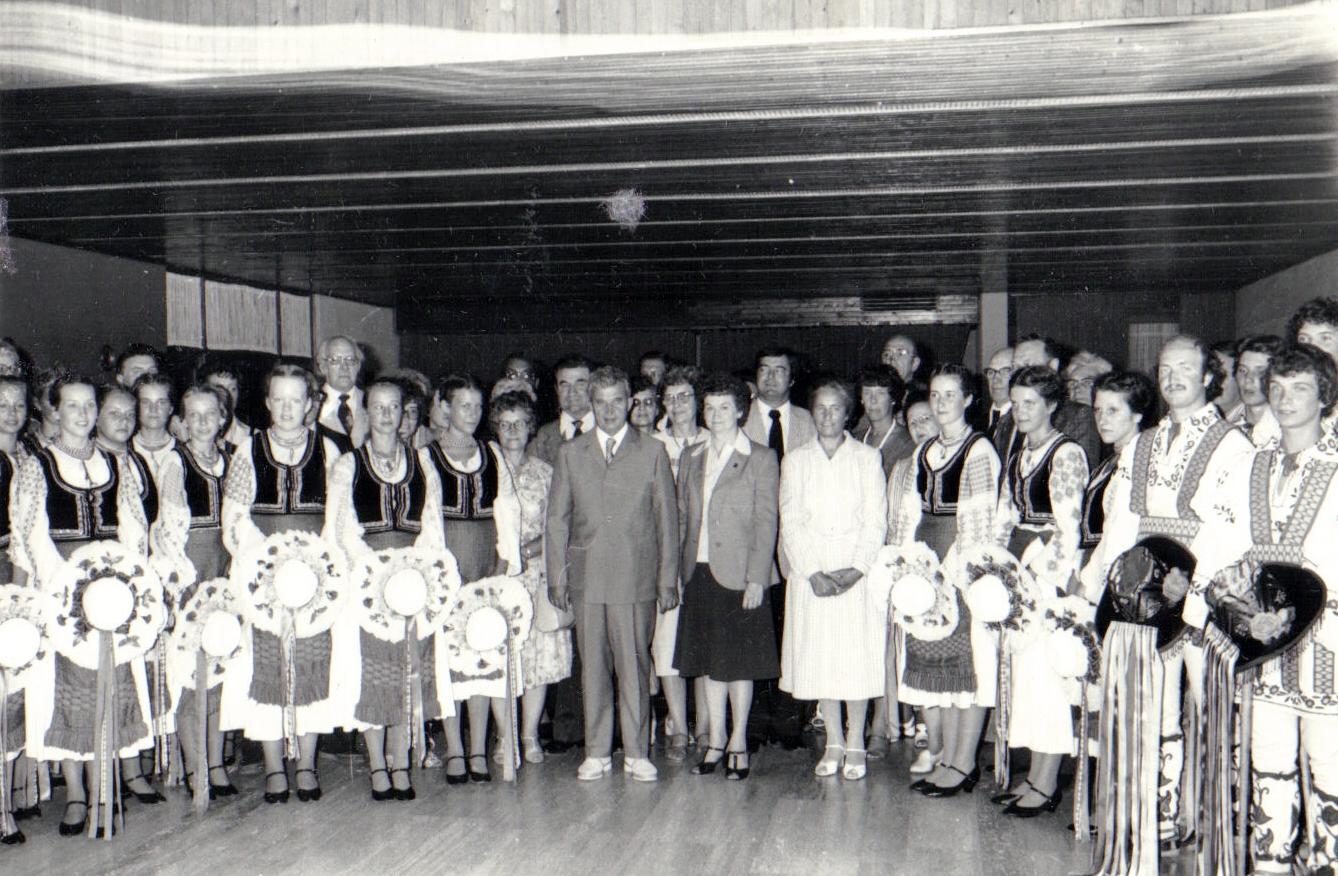
Nicolae Ceaușescu, alături de grup de români canadieni din Regina, la 1979 d.C.

## Personalități născute aici
- Sarah Lind (n. 1982), actriță.